# Federação Internacional de Futebol de Salão
A Federação Internacional de Futebol de Salão, ou FIFUSA, foi a primeira federação internacional a gerenciar o Futebol de salão no mundo. Desde 2002, com a fundação da Associação Mundial de Futsal - AMF a modalidade passou a ser organizada pela nova entidade. Paralisou suas atividades em 2004, onde sua sede se encontrava na Espanha, precisamente em Madrid.
Sua documentação está registrada no Registro Civil das Pessoas Jurídicas do Rio de Janeiro sob nº matricula 76485 em 24 de novembro de 1983 contendo a Ata de Fundação e o Estatuto Social.

## História

### Criação
A FIFUSA foi fundada em 25 de julho de 1971, no Brasil, na cidade de São Paulo, em uma iniciativa da Confederação Sul-Americana de Futebol de Salão (criada dois anos antes) e da Confederação Brasileira de Desportos. A entidade foi fundada inicialmente com as filiações de Argentina, Brasil, Bolívia, Paraguai, Peru, Portugal e Uruguai.
O brasileiro João Havelange, que não estava presente no Congresso foi eleito o primeiro presidente do conselho-executivo da FIFUSA. Mas na pratica foi dirigida pelo brasileiro Luiz Gonzaga de Oliveira Fernandes (secretário-geral), pois Havelange - além de estar no comando da antiga CBD - empenhava-se em conquistar a presidência da Federação Internacional de Futebol.

### Desenvolvimento
Em 1980, Januario D' Alessio Neto tornou-se o novo presidente da FIFUSA. Dirigente da Sociedade Esportiva Palmeiras, Januario D' Alessio Neto abriu caminho para que a modalidade ganhasse expressão internacional década de 1980, com a criação de competições importantes como o Campeonato Pan-Americano de 1980 e o Campeonato Mundial de 1982.
O primeiro Pan-Americano de futebol de salão foi disputado no México. Participaram as equipes do Argentina, Brasil, Bolívia, Estados Unidos, México, Paraguai e Uruguai. O torneio foi vencido pela seleção brasileira.
Dois anos depois, a FIFUSA organizou o seu primeiro Campeonato Mundial. Com a participação de 10 países (Brasil, Uruguai, Tchecoslováquia, Argentina, Costa Rica, Paraguai, Colômbia, Itália, Países Baixos, Japão), a competição foi realizada no Ginásio do Ibirapuera, em São Paulo e teve como campeã a seleção brasileira.

### Pressão da FIFA
O sucesso do primeiro Mundial da FIFUSA despertou a atenção da FIFA, que passou a brigar pelo controle do futebol de salão. Além de ameaçar criar seu próprio mundial (agora chamada de Copa do Mundo de Futsal), com novas regras (praticadas principalmente na Europa), a FIFA criou dificuldades para as competições patrocinadas pela FIFUSA e proibiu a utilização da palavra futebol por outras entidades.
Resistindo as investidas da FIFA, a FIFUSA alterou o nome da modalidade para fut-sal às vésperas do Mundial da Espanha, em 1985.
Com muitas dificuldades, a FIFUSA organizou o Mundial da Austrália, em 1988.
Em 1989, após três reuniões realizadas entre FIFUSA e FIFA: 19 de janeiro, 14 de março e 5 de setembro, onde o teor era a tentativa de integração entre as duas organizações desportivas, onde praticamente estava aprovado os acordos realizados nas três reuniões; o Congresso Extraordinário FIFUSA realizado em 23 de setembro de 1989 em Madrid, na Espanha, suas afiliadas com maioria esmagadora, rejeitou o acordo de integração com a FIFA.

### Presidentes
| Ano         | Presidente               |
| ----------- | ------------------------ |
| 1971 – 1975 | João Havelange           |
| 1975 – 1980 | Waldir Nogueira Cardoso  |
| 1980 – 1989 | Januario D' Alessio Neto |
| 1989 – 2004 | Antonio Alberca García   |

### Continuação do legado
Em janeiro de 1989, a FIFA promoveu sua primeira Copa do Mundo de Futsal. Ainda filiada a FIFUSA, a CBFS autorizou que o time do Bradesco representasse o Brasil.
Em 1990, a CBFS desvinculou-se oficialmente da FIFUSA e se filiou a FIFA, sendo seguida por diversas federações nacionais. Com o enfraquecimento da FIFUSA, seus dirigentes divergiram quanto ao seu futuro da entidade.
Dissidentes da FIFUSA resolveram criar uma nova entidade independente da FIFA, a PANAFUTSAL, que seguiu organizando o campeonato mundial original da modalidade.
Os atritos entre as duas entidades mantiveram-se até o fim dos anos 1990, quando foi proposto um acordo oficialmente em 2000, pelo qual a FIFUSA se tornaria um departamento da FIFA e esta passaria a comandar o futebol de salão. No entanto, por motivos diversos a parceria não vingou, e cada entidade seguiu seu caminho. Em 2002, membros da PANAFUTSAL criam a Associação Mundial de Futsal, para seguir o legado da FIFUSA.

### Tentativas de reativação
Após uma década de paralisação, duas assembleias e chapas com candidatos distintos protocolaram interesse na reativação da entidade no cartório do Rio de Janeiro. Um protocolo com data do dia 28 de abril de 2015, sob o nº 1334200 e outro protocolo com data do dia 29 de abril de 2015, sob o nº 1016006; ambos sem êxitos.